# 朗斯河 (塔恩河支流)
朗斯河（法語：Rance，法語發音：[ʁɑ̃s] ⓘ）是法国奥克西塔尼大区阿韦龙省与塔恩省的河流，是塔恩河的左支流，长63.5千米。